# Les Dames de Grâce Adieu
Les Dames de Grâce Adieu (titre original : The Ladies of Grace Adieu and Other Stories) est un recueil de nouvelles de fantasy écrit par l'auteur britannique Susanna Clarke. Paru en Angleterre en 2006 aux éditions Bloomsbury, il a ensuite été traduit en français et publié par les éditions Robert Laffont en 2012.

## Contenu
- Introduction par le professeur James Sutherland, directeur des études sidhe, université d'Aberdeen, 2012 ((en) Introduction by Professor James Sutherland, Director of Sidhe Studies, University of Aberdeen, 2006)
- Les Dames de Grâce Adieu, 2012 ((en) The Ladies of Grace Adieu, 1996)
- Sur la colline Gourmande, 2012 ((en) On Lickerish Hill, 1997)
- Mrs Mabb, 2012 ((en) Mrs Mabb, 1998)
- Le duc de Wellington égare son cheval, 2012 ((en) The Duke of Wellington Misplaces His Horse, 1999)
- Mr Simonelli ou le Veuf-fée, 2012 ((en) Mr Simonelli, or the Fairy Widower, 2000)
- Tom Brientwind ou comment un pont féerique fut construit à Thoresby, 2012 ((en) Tom Brightwind, or How the Fairy Bridge was Built at Thoresby, 2001)
- Grotesques et Frettes, 2012 ((en) Antickes and Frets, 2004)
- John Uskglass et le Charbonnier du comté de Cumbria, 2012 ((en) John Uskglass and the Cumbrian Charcoal Burner, 2006)

## Éditions
- The Ladies of Grace Adieu and Other Stories, Bloomsbury, 16 octobre 2006, 235 p.  (ISBN 0-7475-8867-8)
- Les Dames de Grâce Adieu, Robert Laffont, 2 février 2012, trad. Isabelle D. Philippe, 288 p.  (ISBN 978-2-221-12240-2)
- Les Dames de Grâce Adieu,  Robert Laffont, coll. « Pavillons poche », 22 mars 2018, trad. Isabelle D. Philippe, 368 p.  (ISBN 978-2-221-21702-3)